# Dimidiochromis strigatus
Dimidiochromis strigatus es una especie de peces de la familia Cichlidae en el orden de los Perciformes.

## Morfología
Los machos pueden llegar alcanzar los 24,4 cm de longitud total.

## Alimentación
Come peces e invertebrados.

## Hábitat
Es una especie de clima tropical

## Distribución geográfica
Se encuentran en África: lago Malawi y río Shire.